# 冯桂芬故居
冯桂芬故居即榜眼府、显志堂，为两位清代名人沈德潜和冯桂芬的故居，位于江苏省苏州市西南郊吴中区木渎镇山塘街鹭飞桥畔。

## 历史
清雍正八年（1730年），诗人沈德潜（1673-1769）从葑门竹墩上迁居木渎，在此筑“灵岩山居”，在此编选《明诗别裁》。1747年迁回苏州城。冯桂芬（1809—1874）是木渎人，道光二十年（1840年）中榜眼。晚年退休回乡后，得沈德潜旧宅，作为自己的榜眼府，在此编写《苏州府志》。同治十三年（1874年）冯桂芬在此病逝，葬于天池山北竹坞冯桂芬墓。
民国时期，此处为石家饭店。1950年代为木渎区政府所在地。1960年代后，木渎镇政府在内办工厂。1996年开始修复。
冯桂芬故居占地面积6.4万平方米，分成东西两路。东路三进，包括门厅、大厅（显志堂）和楼厅。西路二进，有书房和书楼，雕刻精美。。1999年5月10日公布为吴县文物保护单位。2019年3月20日公布为第八批江苏省文物保护单位